# Karmosinamarant
Karmosinamarant (Lagonosticta rhodopareia) är en fågel i familjen astrilder inom ordningen tättingar.

## Utseende och läte
Karmosinamarant är en liten skäraktig astrild med blågrå näbb. Den är lik både rödnäbbad amarant och rosenamarant men uppvisar till skillnad från dessa svart under stjärten. Jämfört med mycket lika bestånd av mörkröd amarant som saknar grått på huvudet är jamesonamaranten ljusare och mer skäraktig. Vanligaste lätet är en kort drill.

## Utbredning och systematik
Karmosinamarant delas in i tre underarter med följande utbredning:
- Lagonosticta rhodopareia rhodopareia – förekommer i östra Sydsudan, nordöstra Uganda, Etiopien och norra Kenya
- Lagonosticta rhodopareia jamesoni – förekommer i Kenya till Sydafrika
- Lagonosticta rhodopareia ansorgei – förekommer i Angola, nedre Kongo-Kinshasa (Matadi) och norra Namibia

## Levnadssätt
Karmosinamarant hittas i skogsbryn, kring jordbruksmarker, i tätvuxet skogslandskap och i buskmarker. Den ses vanligen i par eller smågrupper.

## Status
Arten har ett stort utbredningsområde och beståndet anses stabilt. Internationella naturvårdsunionen IUCN listar den därför som livskraftig (LC).

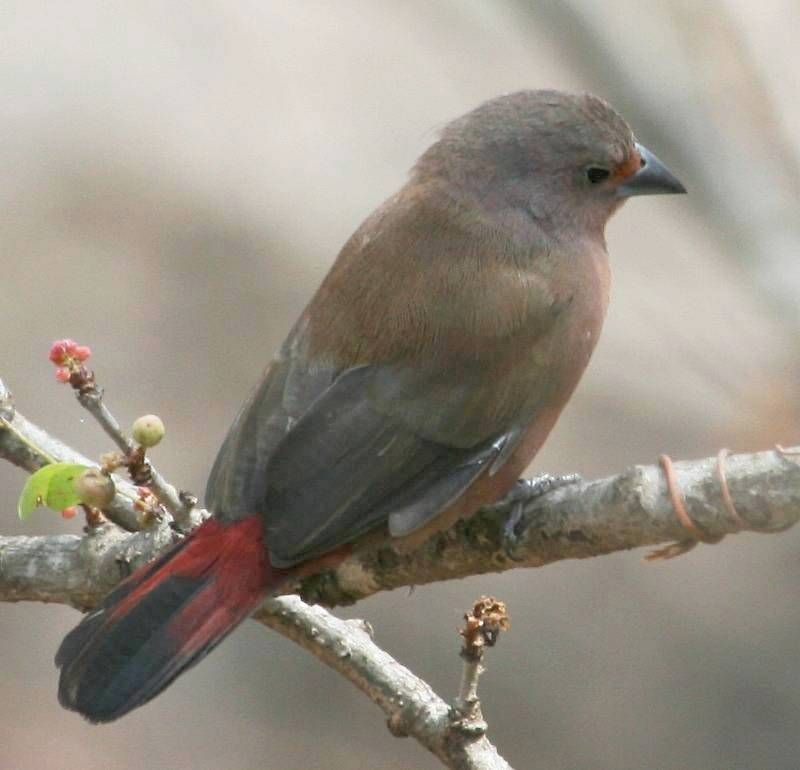